# Thompson Brook (dopływ East River of Pictou)
Thompson Brook – strumień (brook) w kanadyjskiej prowincji Nowa Szkocja, w hrabstwie Pictou, płynący w kierunku południowo-wschodnim i uchodzący do East River of Pictou; nazwa Thompson Brook urzędowo zatwierdzona 12 grudnia 1939, ale od 10 września 1953 do 7 maja 1976 błędnie przypisana do strumienia Normans Brook.